# 銀BURA天国
『銀BURA天国』（ぎんブラてんごく）は、1994年4月4日から1995年3月31日までテレビ東京で放送されたバラエティ番組である。放送時間は毎週月曜 - 金曜 17:00 - 17:30 (JST) 。

## 概要
スタート当初は、当時吉本印天然素材を抜け、単独で活動を開始し、『ぐるぐるナインティナイン』（日本テレビ）『とぶくすり』（フジテレビ）で活躍していたナインティナインをメインMCに、毎日東京・銀座7丁目の吉本興業が運営していた銀座7丁目劇場から公開生放送をしていた。日替りのコーナーが設けられていた他、毎週週替わりの「歌ゲスト」が5日間続けて出演していた。
6か月後の1994年9月30日をもって銀座7丁目劇場からの公開生放送を終了し、同時にレギュラー出演者を総入れ替えして、同年10月3日からはK2の勝俣州和と堀部圭亮を新たにメインMCとして出演者も大幅に減らし、放送形式も毎日、外でのロケによる収録の放送に変わり、タイトルは変わらなかったものの実質上は別番組のような形となった。1994年10月以降の放送は一週間で一つの企画を進行し、当時オープンしたばかりの恵比寿ガーデンプレイスを訪れたり、グルメスポットや激安店の紹介、水上温泉スキーツアーや沖縄、グアムでロケを行うなど情報番組としての性質が強くなっていた。
なお、1995年のうち1月17日放送分から1月20日放送分までは阪神・淡路大震災の報道特番が、同年3月20日放送分から3月22日放送分までは地下鉄サリン事件関連の報道特番があったことから放送休止となった。

## レギュラー出演者

### 1994年4月4日 - 1994年9月30日
- ナインティナイン（岡村隆史・矢部浩之）MC
- へびいちご（島川学・高橋智）
- トゥナイト（なるみ・しずか）
- あさりど（川本成・堀口文宏）
- 黒住祐子
- グッディ真崎
- 池谷亨（テレビ東京アナウンサー）
- ブラブラッ娘
  - 桜井亜弓
  - 矢部美穂
  - 瀬能ひろ美
  - 末永絵里香

#### 日替りレギュラー
- 小林恵（月曜日）
- 松田千奈（月曜日、1994年6月6日から）
- 木内美歩（火曜日）
- 辺見えみり（水曜日）
- 吉田真由子（木曜日）
- 谷口麻央（金曜日）

### 1994年10月3日 - 1995年3月31日
- K2 （勝俣州和・堀部圭亮）
- 宮前真樹
- 白鳥智恵子
- 植田あつき

## 歌ゲスト
- EMU （1994年4月4日 - 4月7日）
- 藤川なお美（1994年4月11日 - 4月15日）
- paris blue（1994年4月18日 - 4月22日）
- festa mode （1994年4月26日 - 5月2日、6月6日 - 6月10日、8月22日 - 8月26日）
- 持田かおり（現：持田香織）（1994年5月3日 - 5月6日）
- MoMo （森野文子、大山アンザ 1994年5月9日 - 5月13日）
- 鈴木ユカリ（1994年5月16日 - 5月20日、6月13日 - 6月17日）
- 三宅亜依（1994年5月23日 - 5月27日）
- みるく（染谷由紀子、星野貴代子、堀口綾子 1994年5月30日 - 6月3日、6月20日 - 6月24日）
- 坂井美唯子（1994年6月27日 - 7月1日、7月25日 - 7月29日）
- 安室奈美恵 with SUPER MONKEY'S（1994年7月4日 - 7月8日、7月18日 - 7月22日、8月15日 - 8月19日、8月22日 - 8月26日）
- LADIA （1994年7月11日 - 7月15日、8月1日 - 8月5日）

## その他のゲスト
1994年4月4日 - 1994年9月30日
- デイヴィッド・リー・ロス（4月14日）
- BY-SEXUAL （4月22日）
- シャ乱Q （4月15日、5月20日）
- 浦江アキコ（4月29日）
- 立川俊之（大事MANブラザーズバンド 5月6日）
- m.c.A・T （5月13日）
- 渡辺美奈代（5月24日）
- 今田耕司（5月26日）
- レオナルド・ディカプリオ（6月2日）
- 笹峰愛（6月21日）
- かとうれいこ（6月23日）
- 細川ふみえ（8月1日）
- 山口美江（8月2日）
- 中村通代（8月23日）
- 宇田川綾子（9月6日）
- 田山真美子（9月20日）
- 蛭田有希子（9月27日）

1994年10月3日 - 1995年3月31日
- 雛形あきこ（10月11日 - 10月15日）
- 宝生舞（10月18日 - 10月22日）
- 吉野公佳（10月25日 - 10月29日）
- 矢部美穂（11月1日 - 11月5日）
- 中森友香（11月8日 - 11月12日）
- 古郡慈子（11月15日 - 11月19日）
- 吉田真由子（11月22日 - 11月26日）
- 山口リエ（11月29日 - 12月3日）
- 麻生夏子（12月6日 - 12月10日）
- 田中規子（12月13日 - 12月17日）
- 吉野美佳（12月20日 - 12月24日）

## スタッフ
- 企画：松野暁（MoMa）、横内正昭
- 監修：沢口義明
- 構成：山内浩嗣、清水聖太郎
- TD：三上知足、坂巻昭夫
- CAM：川口重孝、栄倉正美
- VE：斉木孝夫、小出薫
- AUD：藤井勝彦、高橋昇（共にTAMCO）
- LD：田中光雄
- 技術協力：ACT（現 テクノマックス）
- SOUND：江藤純、幾代学（SPOT）
- T.K：大岡伸江、阿部直子
- 美術制作：重岩清人
- デザイン：金子隆
- 美術進行：荒井禎一
- 美術協力：フジアール
- スタイリスト：高橋マサミ
- 協力：吉本興業
- 演出：塚田秋春、山地孝英
- プロデューサー：高橋康久（テレビ東京）、森川健一（テレビ東京）、内藤公子（テレビ東京ミュージック）、玉井浩（MoMa）、渡辺明（フラジャイル）
- 制作協力：テレビ東京ミュージック、MoMa／フラジャイル
- 製作著作：テレビ東京